# غينيا بيساو
جمهورية غينيا بيساو (بالبرتغالية: República da Guiné-Bissau‏) هي دولة في غرب أفريقيا على ساحل المحيط الأطلسي وواحدة من الدول الأفريقية الصغيرة، تحدها السنغال من الشمال وغينيا من الجنوب والشرق والمحيط الأطلسي من الغرب. كانت غينيا بيساو تُسمى في الماضي - أثناء فترة الاستعمار البرتغالي - بغينيا البرتغالية المسماة أحياناً بالسودان البرتغالي، وبعد الاستقلال تم إضافة اسم العاصمة بيساو لاسم غينيا لمنع الارتباك بينها وبين جارتها الإفريقية غينيا كوناكري. تعد غينيا بيساو الدولة الوحيدة الناطقة بالبرتغالية التي يشكل فيها المسلمون غالبية السكان.

## التاريخ
في يوليو 1961 شن الحزب الأفريقي لاستقلال غينيا بيساو والرأس الأخضر حرب عصابات ضد الحكم البرتغالي.
وفي 20 يناير 1973 اغتال منشقون عن الحزب الأفريقي زعيم الحزب أميلكار كابرال. وأعلن الحزب الأفريقي من جانب واحد استقلال غينيا بيساو.
أعلن رسميا في 10 سبتمبر 1974 عن قيام الدولة وتولى لويس شقيق أميلكار كابرال الرئاسة. وفي 14 نوفمبر 1980 أطاح جواو برنادو فييرا بالرئيس لويس كابرال وتولى السلطة مجلس ثوري يهيمن عليه الجيش.
أجريت انتخابات رئاسية وبرلمانية متعددة الأحزاب في أغسطس 1994. فاز فييرا في انتخابات الرئاسة ضد منافسه كومبا يالا. أبتليت غينيا بيساو بالانقلابات العسكرية والاضطرابات السياسية منذ أن نالت استقلالها عن البرتغال عام 1974.
تصاعدت حدة التوترات بين المؤسسة السياسية في بيساو وقوات الأمن وفي أوائل يناير 2009 حيث أعلنت قيادة القوات المسلحة أن أفراد مليشيا مكلفين بحماية الرئيس فييرا أطلقوا النار على رئيس أركان القوات المسلحة الذي كان ينتقد فييرا. أعلن في غينيا بيساو رسميّا عن مقتل الرئيس جواو برناردو فييرا صباح يوم الإثنين 2 مارس 2009 برصاص العسكريين، بعد ساعات من اغتيال رئيس هيئة أركان الجيش الجنرال باتيستا تاغمي ناواي في هجوم على مقر قيادة الجيش أعقبه انفجار وإطلاق نار.
في 7 مايو 1999 أطاح جنود بفييرا في خلاف حول تطبيق الفترة الانتقالية.
وفي 28 نوفمبر 1999 أجريت انتخابات رئاسية فاز فيها بأغلبية الأصوات في الجولة الأولى وجاء بعده زعيم الحزب الأفريقي مالام باكاي سانيا الذي قاد فترة انتقالية قصيرة. ثم يفوز يالا على سانيا في جولة الإعادة التي اجريت في يناير عام 2000.
في 14 سبتمبر 2003 أعلن الجنرال فريسيمو كوريا سيابرا رئيس هيئة أركان الجيش نفسه رئيسا مؤقتا بعد أن هيمن الجيش على السلطة واعداً بإعادة النظام الدستوري بعد تأجيل متكرر للانتخابات. واستقال يالا رسميا بعد ثلاثة أيام.
في 28 يوليو 2005 إعلان فوز الحاكم العسكري السابق فييرا في جولة الإعادة التي اجريت في 24 يوليو على مالام باكاي سانيا من الحزب الأفريقي. ورفض أنصار سانها النتائج وإن قبلها فيما بعد الحزب الأفريقي.
في 2 نوفمبر 2006 الرئيس فييرا يعين حليفه المُقرّب أريستيديس غوميش رئيسا للوزراء بعد أن أقال حكومة منافسه السياسي كارول غوميش الابن في 28 أكتوبر.
في 29 مارس 2007 استقال أريستيديس غوميش من رئاسة الحكومة بعد أن تحالفت ثلاثة أحزاب رئيسية منها الحزب الأفريقي ضده وسحبت الثقة من حكومته ووقعت «معاهدة الاستقرار».
في 29 فبراير 2008 سحب الحزب الأفريقي تأييده لرئيس الوزراء مارتينيو ندافا كابي في خروج على معاهدة الإستقرار الموقعة قبل عام. في 27 يوليو الحزب الأفريقي المعارض يعلن انسحابه من حكومة وحدة وطنية بعد إقالة ممثلي الحزب من مناصب مالية رفيعة. في 6 اغسطس وقف العميد البحري خوسيه أمريكيو بوبو نا تشوتو قائد البحرية وتحديد إقامته في منزله.
في 13 إبريل 2012 استولى جنود على مقر الإذاعة الوطنية ومقر الحزب الحاكم في البلاد، وجرت اشتباكات مسلحة بالقرب من مقر إقامة رئيس الوزراء المنتهية ولايته، كارلوس غوميز جونيور.

## جغرافيا

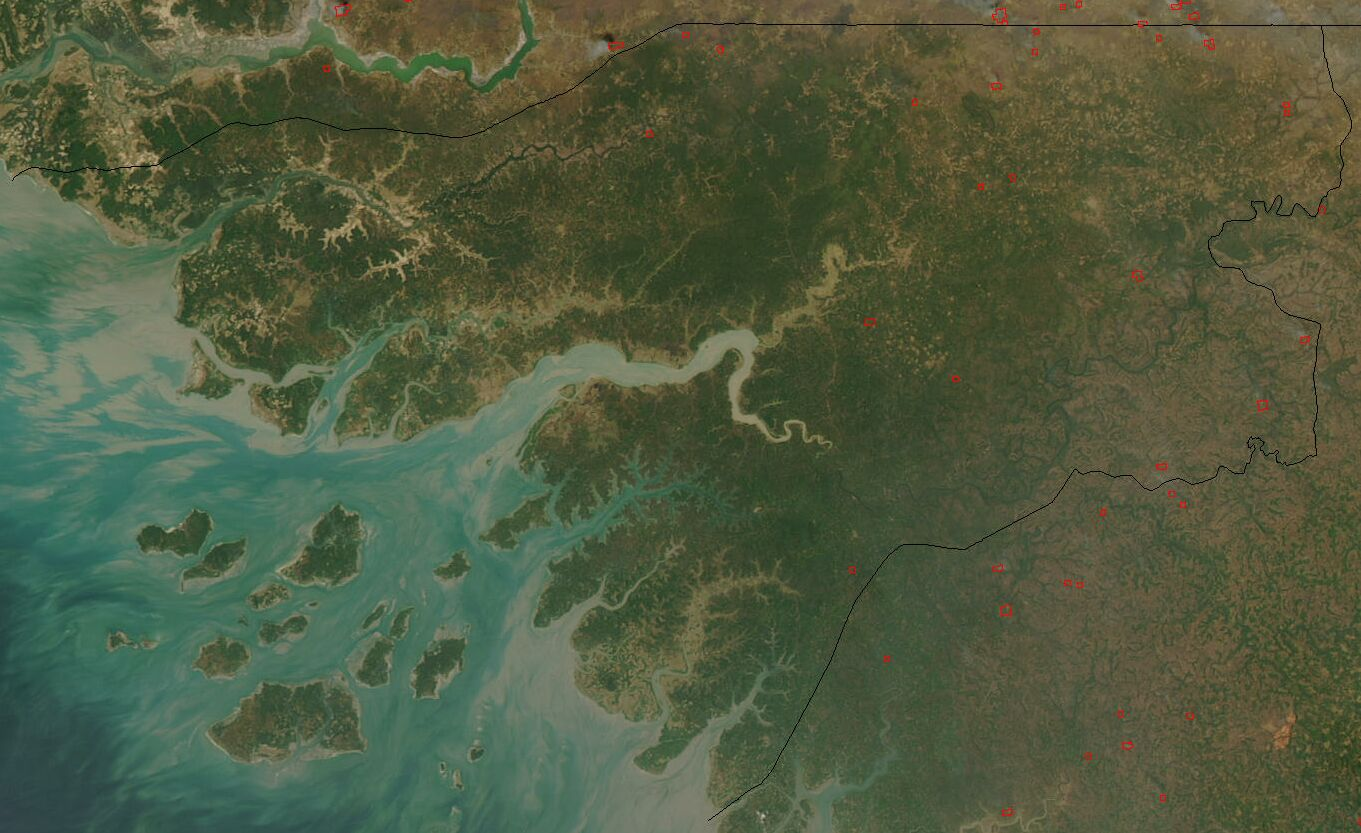
صورة فضائية لغينيا بيساو

تغطي المروج والمراعي حوالي نصف مساحة الأرض بينما تكسو الغابات والأحراش حوالي ثلثها. وتمتد غينيا بيساو حتى أرخبيل بيساغوس وهو عبارة عن مجموعة من الجزر الحافلة بالمعالم الطبيعية قبالة الساحل الغربي. وتخترق البلادَ العديدُ من الأنهار، وتتوغل مياه المحيط داخل عمق اليابسة. تمثل المساحات المزروعة جزءا صغيرا من الأرض حيث تغطي السافانا المناطق الداخلية وتغطي الغابات السواحل. المناخ مداري وهو ينقسم إلى فصلين فقط. وتهطل الأمطار الموسمية مصحوبة برياح جنوبية غربية ما بين شهري يونيو ونوفمبر.

## السكان
يبلغ عدد سكان غينيا بيساو نحو 1,586,000 نسمة حسب إحصاء [2005] بينما إحصاء 2002 بلغ عددهم 1,345,479، ويشكل الأفارقة نحو 85% من إجمالي عدد سكان البلاد. أما النسبة الباقية، وهي 15% فتشمل معظمها الفئات التي تنحدر من أصول إفريقية وبرتغالية مزدوجة وتعرف محليّاً بالمولدين. وترجع الأصول السلالية للسكان الأفارقة إلى نحو عشرين مجموعة عرقية. ويأتي ترتيب هذه المجموعات العرقية من حيث الحجم على النحو التالي: البالانتا، المانجاك، الفولانيون، الماندينكا والهوسا.

### الدين
| \| الدين في غينيا بيساو[13][14] \| الدين في غينيا بيساو[13][14] \| الدين في غينيا بيساو[13][14] \| الدين في غينيا بيساو[13][14] \| الدين في غينيا بيساو[13][14] \| \| ---------------------------- \| ---------------------------- \| ---------------------------- \| ---------------------------- \| ---------------------------- \| \| الدين \| الدين \| \| النسبة \| النسبة \| \| مسلمون \| مسلمون \| \| 46.1% \| 46.1% \| \| ديانات إفريقية تقليدية \| ديانات إفريقية تقليدية \| \| 30.6% \| 30.6% \| \| مسيحيون \| مسيحيون \| \| 18.9% \| 18.9% \| |                        |  |        |        |
| الدين في غينيا بيساو |                        |  |        |        |
| الدين | الدين                  |  | النسبة | النسبة |
| مسلمون | مسلمون                 |  | 46.1%  | 46.1%  |
| ديانات إفريقية تقليدية | ديانات إفريقية تقليدية |  | 30.6%  | 30.6%  |
| مسيحيون | مسيحيون                |  | 18.9%  | 18.9%  |

## السياسة

### نظام الحكم
يرأس حكومة غينيا بيساو رئيس ينتخبه الشعب لفترة خمس سنوات. ويتكون البرلمان من 100 عضو ينتخبهم الشعب لفترة أربع سنوات. في 1991م وافق البرلمان على تعديل دستوري انتقلت غينيا بيساو بمقتضاه إلى النظام الديمقراطي التعددي. وقد ظل الحزب الإفريقي لاستقلال غينيا وكيب فيرد حتى تعديل الدستور الحزب السياسي الوحيد بالبلاد. ويرمز لهذا الحزب بالحروف PAIGC اختصاراً لمسمى الحزب باللغة البرتغالية.

### الصراعات والتخبطات
منذ استقلالها عن البرتغال عام 1974، شهدت غينيا بيساو أكثر من 14 محاولة إنقلاب، 4 ناجحة وأكثر من 10 محاولات فاشلة.

## التقسيم الإداري
تنقسم غينيا بيساو إلى ثمانية أقاليم (مفردها: região جمعها regiões) وقطاع مستقل واحد (sector autónomo) وهو قطاع بيساو العاصمة. وتنقسم هذه الأقاليم إلى 37 قطاع (sector).

أقاليم غينيا بيساو

قائمة بالأقاليم وعاصمة هذه الأقاليم في الأقواس:
- إقليم بافاتا (بافاتا)
- إقليم بيومبو (كوينيهامل)
- إقليم بيساو (بيساو)
- إقليم بولاما (بولاما)
- إقليم كاشيو (كاشيو)
- إقليم غابو (غابو)
- إقليم أويو (فاريم)
- إقليم كوينارا (بوبا)
- إقليم تومبالي (كاتيو)

## اقتصاد
غينيا بيساو هي إحدى الدول الأكثر فقرا في العالم بنسبة 80% من السكان يعيشون بأقل من دولار واحد يوميا. في 16 ديسمبر 2000 أعلن صندوق النقد الدولي والبنك الدولي أن ديون غينيا بيساو ستخفض بمعدل 790 مليون دولار بموجب برنامج تخفيض ديون الدول الأكثر فقرا.
يعتمد اقتصاد غينيا بيساو أساسا على الزراعة، وخصوصا الفلاحة وتربية الحيوان، كما لديها إمكانيات واعدة في مجالي الحراجة وصيد الأسماك. ومن بين أهم المنتجات الزراعية: الأرز، والذرة البيضاء، والفول، والمنيهوت، والبلاذر الأمريكي، والفول السوداني، والقطن، والخشب، والأسماك. ويشكل البلاذر الأمريكي بصورة خاصة أهم المنتجات التصديرية. كما تزخر البلاد بمخزون كبير من البوكسيت والفوسفات. ويتمتع نهر كوروبال بقدرات كبيرة في مجال توليد الطاقة الكهرومائية. وتعتمد غينيا بيساو على استيراد النفط على الرغم من اكتشاف بعض الحقول النفطية المشاطئة. النشاط الصناعي محدود وهو يقتصر على صناعات صغيرة مرتبطة بالزراعة لإنتاج سلع استهلاكية خفيفة.
كميات كبيرة من البوكسيت والفوسفور سيتم استخراجها في بداية سنة 2010.
شهدت سنوات من الانقلابات والحرب الأهلية واستخدمت في السنوات القليلة الماضية كنقطة عبور لمهربي الكوكايين من أميركا اللاتينية إلى أوروبا. عدم الاستقرار السياسي زاد خلال السنوات القليلة الماضية بعد أن استغلت عصابات تهريب المخدرات القادمة من أميركا اللاتينية ضعف هيمنة الشرطة على الساحل والمطارات النائية لتهريب الكوكايين عبر أفريقيا إلى أوروبا. عصابات التهريب ذات الموارد الهائلة والمسلحة تسليحا جيدا تملك زوارق سريعة وطائرات تمكنت من شراء تعاون بعض كبار المسؤولين في الجيش والحكومة في واحدة من أفقر دول العالم.